# Acanthopsis horrida
Acanthopsis horrida là một loài thực vật có hoa trong họ Ô rô. Loài này được Christian Gottfried Daniel Nees von Esenbeck mô tả khoa học đầu tiên năm 1841 dưới danh pháp Dilivaria horrida. Năm 1847, ông chuyển nó sang chi Acanthopsis.

## Phân bố
Loài bản địa ở tây bắc và tây tây bắc tỉnh Cape (Nam Phi).